# Kuo Hsing-chun
Kuo Hsing-chun (chinesisch 郭婞淳, * 26. November 1993 in Yilan, Taiwan) ist eine taiwanische Gewichtheberin. Sie wurde 2013 und 2017 Weltmeisterin im Zweikampf und im Stoßen in der Gewichtsklasse bis 58 kg Körpergewicht. Sie ist Alumna und Professorin der Katholischen Fu-Jen-Universität.

## Werdegang
Kuo Hsing-chun begann als Jugendliche mit dem Gewichtheben. Sie ist Sportstudentin an der Nationalen Sport-Hochschule.
Ihren ersten internationalen Wettkampf bestritt sie im Jahre 2010. Sie nahm in diesem Jahr an den Olympischen Jugendspielen in Singapur teil und gewann in der Gewichtsklasse bis 53 kg mit einer Zweikampfleistung von 174 kg (77–97) die Silbermedaille.
Im Juni 2011 belegte sie bei der Junioren-Weltmeisterschaft (U 20) in Penang in der Gewichtsklasse bis 58 kg, in der sie ab diesem Zeitpunkt immer startete, mit einer Steigerung auf 210 kg (90–120) den 5. Platz. Im September 2011 erreichte Kuo Hsing-chun bei der Asienmeisterschaft in Pattaya mit 212 kg (92–120) hinter Hidilin Diaz aus den Philippinen, die 215 kg (95–120) erreichte, den 2. Platz. Im November 2011 startete sie auch noch bei der Weltmeisterschaft der Frauen in Paris. Dabei reichte ihre Zweikampfleistung von 212 kg (94–118) aber nur zum 10. Platz.
Bei der Asienmeisterschaft 2012 in Pyeongtaek/Südkorea steigerte sie sich auf 228 kg (98–130) und kam damit hinter der Thailänderin Pimsiri Sirikaew, 231 kg (100–131) auf den 2. Platz. Die gleiche Leistung brachte sie auch bei den Olympischen Spielen 2012 in London zur Hochstrecke. Sie erreichte dabei in ihrer Gewichtsklasse den 8. Platz. Olympiasiegerin wurde die Chinesin Li Xueying, die 246 kg (108–138) hob. Im November 2012 startete sie auch noch bei der Universitäten-Weltmeisterschaft in Eilat. Sie gewann dabei mit 232 kg (102–130) hinter der Chinesin Deng Wei, 244 kg (105–139) die Silbermedaille im Zweikampf.
Im Jahre 2013 ging Kuo Hsing-chun bisher bei drei internationalen Meisterschaften an den Start und bei allen dreien siegte sie. Zunächst wurde sie im Juni 2013 in Astana mit einer erneuten Steigerung auf 236 kg (102–134) Asienmeisterin vor den beiden Nordkoreanerinnen Ri Jong-hwa, 235 kg (105–130) und Jong Chun-mi, 234 kg (104–130). Dann gewann sie im Juli 2013 bei der Universiade in Kasan. Sieg erzielte dort 238 kg (104–134), womit sie die für Aserbaidschan startende Moldawierin Christina Iovu, 226 kg (100–126) auf den 2. Platz verwies. Zum bisherigen Höhepunkt in ihrer Laufbahn wurde die Weltmeisterschaft dieses Jahres in Wrocław. Sie steigerte sich dort im Zweikampf auf 241 kg (108–133) und gewann damit den Weltmeistertitel im Zweikampf vor Maria Alexandra Escobar Guerrero aus Ecuador, die auf 225 kg kam. Außerdem siegte sie auch im Stoßen und kam im Reißen hinter der Chinesin Deng Wei, die bei einem etwas leichteren Körpergewicht als sie ebenfalls 108 kg schaffte. Deng Wei fabrizierte aber im Stoßen drei Fehlversuche und fiel damit aus der Zweikampfwertung.
2014 konnte Kuo Hsing-chin weder bei den Asienspielen in Incheon, noch bei der Weltmeisterschaft in Almaty eine Medaille gewinnen. In Incheon kam sie in der Gewichtsklasse bis 58 kg mit 219 kg im Zweikampf auf den 4. Platz und in Almaty mit 223 kg auf den 5. Platz. Bei der Weltmeisterschaft 2015 in Houston war sie wieder erfolgreicher. In ihrer angestammten Gewichtsklasse bis 58 kg kam sie dort im Zweikampf auf 237 kg (104–133) und kam damit in der Zweikampfwertung hinter der ehemaligen Bulgarin Bojanka Kostowa aus Aserbaidschan, die ominöse 252 kg (112–140) erzielte und danach auf keiner internationalen Meisterschaft mehr gesehen ward und Deng Mengrong, 245 kg (108–137) auf den 3. Platz.
Bei der Asienmeisterschaft im April 2016 in Taschkent erzielte Kuo Hsing-chin im Zweikampf sehr gute 238 kg (103–135) und siegte damit vor den Chinesin Zhou Jun, 233 kg (103–130) und Li Ping aus China, die 230 kg (100–130) erreichte. Im Reißen gewann sie außerdem die Silber- und im Stoßen die Goldmedaille. In nicht ganz so guter Form war sie im August 2016 bei den Olympischen Spielen 2016 in Rio de Janeiro. Sie erzielte dort im Zweikampf 231 kg (102–129) und gewann damit hinter Sukanya Srisurat, Thailand, 240 kg (110–130) und deren Landsfrau Sirikaew Pimsiri, 232 kg (102–130) die Bronzemedaille. Medaillen in den Einzeldisziplinen Reißen und Stoßen werden bei Olympischen Spielen nicht vergeben.
Bei der Weltmeisterschaft 2017 in Anaheim wurde sie mit 240 kg (105–135) erneut Weltmeisterin im Zweikampf und im Stoßen vor der Olympiasiegerin Sukanya Srisurat, die mit ihrer Zweikampfleistung von 225 kg (105–120) bei weitem nicht an ihre Leistung von Rio den Janeiro 2016 herankam.
Während der Eröffnungsfeier der Olympischen Sommerspiele 2020 war sie gemeinsam mit dem Tennisspieler Lu Yen-hsun die Fahnenträgerin ihrer Nation.
Bei den 2021 ausgetragenen Olympischen Spielen von Tokio gewann sie die Goldmedaille. Bei den Olympischen Spielen 2024 in Paris gewann sie die Bronzemedaille.

## Internationale Erfolge
| Jahr | Platz  | Wettbewerb                                | Gewichtsklasse | Ergebnisse |
| ---- | ------ | ----------------------------------------- | -------------- | --- |
| 2010 | 2.     | Olympische Jugendspiele in Singapur       | bis 53 kg      | mit 174 kg (77–97), hinter Bojanka Minkowa Kostrowa, Bulgarien, 192 kg (85–107) |
| 2011 | 5.     | Junioren-WM (U 20) in Penang              | bis 58 kg      | mit 210 kg (90–120); Siegerin: Deng Wei, China, 243 kg (110–133) |
| 2011 | 2.     | Asienmeisterschaft in Pattaya             | bis 58 kg      | mit 212 kg (92–120), hinter Hidilin Diaz, Philippinen, 215 kg (95–120), vor Liao Chang Fang, China, 210 kg (94–116)                                                                                |
| 2011 | 10.    | Weltmeisterschaft in Paris                | bis 58 kg      | mit 212 kg (94–118); Siegerin: Anastassija Nowikawa, Weißrussland, 237 kg (101–136) vor Li Xueying, China, 236 kg (103–133)                                                                        |
| 2012 | 2.     | Asienmeisterschaft in Pyeongtaek/Südkorea | bis 58 kg      | mit 228 kg (98–130), hintger Pimsiri Sirikaew, Thailand, 231 kg (100–131), vor Zhou Jun, China, 220 kg (95–125)                                                                                    |
| 2012 | 8.     | Olympische Sommerspiele in London         | bis 58 kg      | mit 228 kg (99–129); Siegerin: Li Xueying, 246 kg (108–138) vor Pimsiri Sirikaew, 236 kg (100–136)                                                                                                 |
| 2012 | 2.     | Universitäten-WM in Eilat                 | bis 58 kg      | mit 232 kg (102–130), hinter Deng Wei, 244 kg (105–139) |
| 2013 | 1.     | Asienmeisterschaft in Astana              | bis 58 kg      | mit 236 kg (102–134), vor Ri Jong-hwa, Nordkorea, 235 kg (105–130) und Jong Chun-mi, Nordkorea, 234 kg (104–139)                                                                                   |
| 2013 | 1.     | Universiade in Kasan                      | bis 58 kg      | mit 238 kg (104–134), vor Christina Kovu, Aserbaidschan, 226 kg (100–126) |
| 2013 | 1.     | WM in Wrocław                             | bis 58 kg      | mit 241 kg (108–133), vor Maria Alexandra Escobar Guerrero, Ecuador, 225 kg (103–122) und Jelena Schadrina, Russland, 218 kg (96–122)                                                              |
| 2014 | 4.     | Asien-Spiele in Incheon                   | bis 58 kg      | mit 219 kg (95–124), hinter Ri Jong-hwa, Nordkorea, 236 kg (102–134), Wang Shuai, China, 235 kg (109–126) und Gulnoi Rattikan, Thailand, 222 kg (98–124)                                           |
| 2014 | 5.     | WM in Almaty                              | bis 58 kg      | mit 223 kg (98–125), hinter Deng Mengrong, China, 235 kg (105–130), Sukanya Srisurat, Thailand, 231 kg 8106-125), Gulnoi Rattikan, 231 kg (100–1319 und Jenny Alvarez, Kolumbien, 225 kg (100–125) |
| 2015 | 3.     | WM in Houston                             | bis 58 kg      | mit 237 kg (104–133), hinter Bojanka Kostowa, Aserbaidschan, 252 kg (112–140) und Deng Mengrong, 245 kg (108–137)                                                                                  |
| 2016 | 1.     | Asienmeisterschaft in Taschkent           | bis 58 kg      | mit 238 kg 8103-1359, vor Zhou Jun, China, 233 kg (103–130) und Li Ping, China, 230 kg (100–130)                                                                                                   |
| 2016 | Bronze | OS in Rio de Janeiro                      | bis 58 kg      | mit 231 kg (102–129), hinter Sukanya Srisurat, 240 kg (110–130) und Sirikaew Pimsiri, Thailand, 232 kg (102–130)                                                                                   |
| 2016 | 1.     | Universitäten-WM in Mérida/Mexiko         | bis 58 kg      | mit 230 kg (100–130), vor Janeth Gomez, Mexiko, 200 kg (89–111) |
| 2017 | 1.     | Asienmeisterschaft in Ashgabat            | bis 58 kg      | mit 241 kg (104–137), vor Qu Lingli, China, 219 kg (95–124) und Kim Su-ryon, Nordkorea, 218 kg (98–120)                                                                                            |
| 2017 | 1.     | Sommer-Universiade in Taipei              | bis 58 kg      | mit 249 kg (107–142), vor Sukanya Srisurat, 221 kg (100–121) und Kim Chung-sim, Nordkorea, 217 kg (90–127)                                                                                         |
| 2017 | 1.     | WM in Anaheim                             | bis 58 kg      | mit 240 kg (105–135), vor Sukanya Srisurat, 225 kg (105–120) und Rebeka Koha, Lettland, 222 kg (101–121)                                                                                           |

## WM-Einzelmedaillen
- WM-Goldmedaillen: 2013/Stoßen, 2017/Stoßen
- WM-Silbermedaillen: 2013/Reißen, 2017/Reißen
- WM-Bronzemedaillen: 2015/Stoßen